# Ungernia

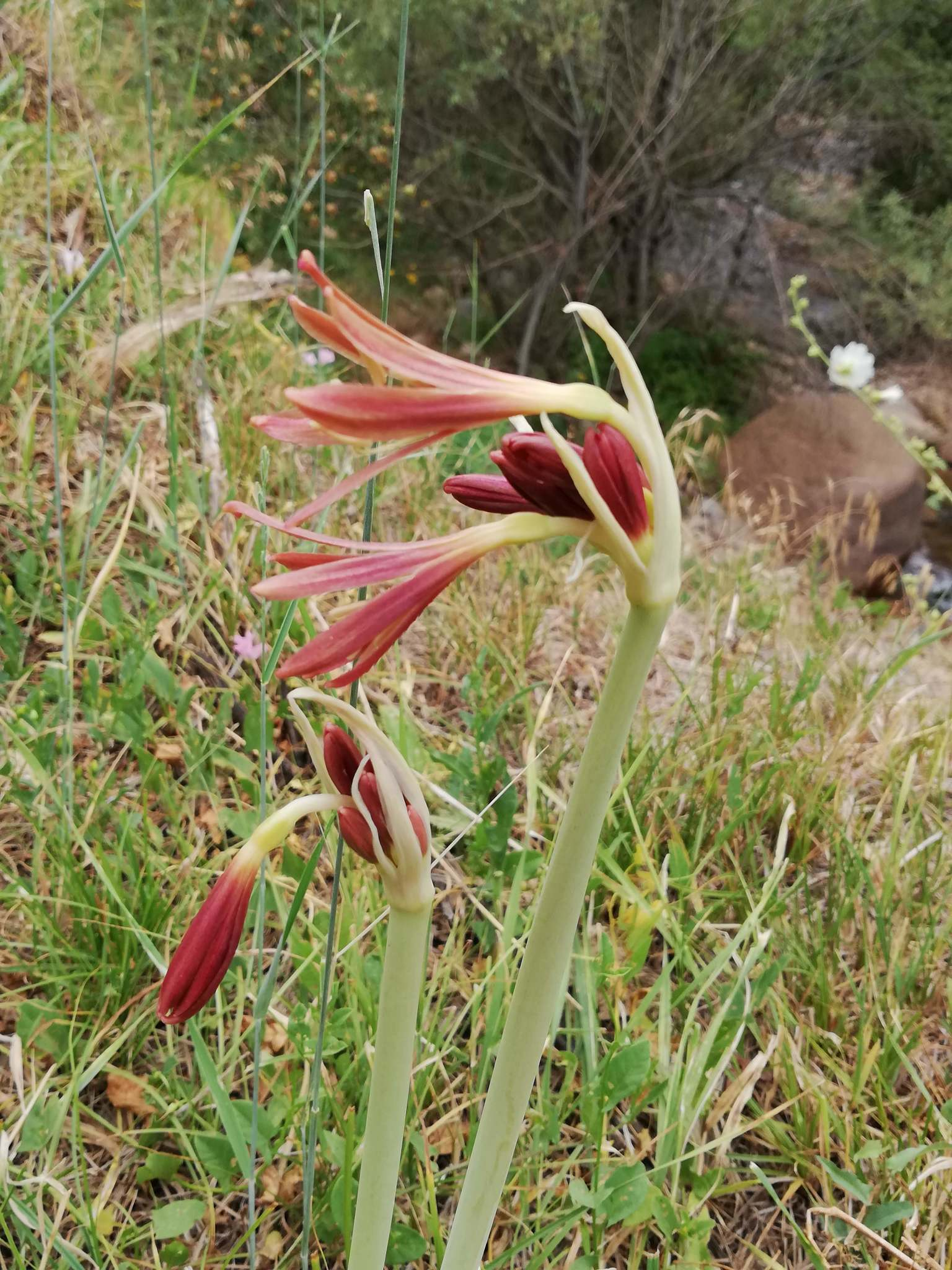
Kwiatostany Ungernia sewerzowii

Ungernia Bunge – rodzaj roślin z rodziny amarylkowatych, obejmujący 10 gatunków, występujących endemicznie w Azji Środkowej, na obszarze Afganistanu, Iranu, Kazachstanu, Kirgistanu, Tadżykistanu, Turkmenistanu i Uzbekistanu. Rośliny zawierają alkaloidy i są surowcem ich pozyskiwania do produkcji leków.
Nazwa naukowa rodzaju została nadana na cześć barona Franza von Ungern-Sternberga, niemieckiego botanika i lekarza, żyjącego w XIX wieku w Estonii.

## Morfologia
PokrójWieloletnie rośliny zielne.
PędDuże cebule, niekiedy połączone wydłużonym, rozgałęziającym się kłączem.
LiścieSiedzące, sezonowe, równowąskie lub taśmowate, często wyrastające po kwitnieniu.
KwiatySzypułkowe, zebrane w kwiatostan wyrastający na masywnym głąbiku, wsparty dwiema podsadkami. Okwiat promienisty, rurkowato-lejkowaty. Rurka cylindryczna lub rozszerzająca się stopniowo w kierunku gardzieli. Pręciki wolne,  położone poniżej gardzieli okwiatu w 2 okółkach, w każdym różnej długości. Znamię główkowate (nieco trójklapowe).
OwocePękające torebki, zawierające liczne, spłaszczone, oskrzydlone, nieregularnie tarczowate nasiona o ciemnobrązowej lub czarnej łupinie.

## Biologia
RozwójGeofity cebulowe. Wiele gatunków po kwitnieniu późnym latem lub jesienią wytwarza liście, które pozostają na roślinie w okresie zimy i obumierają na wiosnę.
SiedliskoStepy i skaliste góry.
Cechy fitochemiczneKorzenie (w mniejszych ilościach bulwy i liście) roślin z rodzaju Ungernia zawierają alkaloidy amarylidowe: głównie galantaminę, likorinę, narwedynę, pankratinę, hordeninę i ungerninę, będące źródłem wielu leków. Sól bromowodorowa galantaminy jest szeroko stosowana w medycynie w leczeniu miastenii, miopatii, a także w leczeniu skutków polio, rwy kulszowej i porażeniach wielonerwowych, a także urazach nerwów czuciowych i ruchowych. Alkaloid narwedyna ma działanie przeciwnarkotyczne i ułatwia przenoszenie pobudzenia nerwowego do neuronów cholinergicznych. Alkaloid pankratyna obniża ciśnienie krwi, działa uspokajająco i zwiększa aktywność środków nasennych. Hordenina wykazuje działanie adrenomimetyczne, służy do hamowania perystaltyki jelit podczas biegunki. Likorina ma działanie przeciwzapalne, przeciwbólowe i przeciwgorączkowe oraz wzmacnia obniżające gorączkę działanie aminofenazonu.
Ekstrakt z bulw U. sewerzovii ma działanie owadobójcze na mszyce. Przy stężeniu na poziomie 0,25–1,0% śmiertelność nimf wynosi 100%.
GenetykaLiczba chromosomów 2n = 22.

## Systematyka
Pozycja systematycznaRodzaj z plemienia Lycorideae, podrodziny amarylkowych Amaryllidoideae z rodziny amarylkowatych Amaryllidaceae.
Wykaz gatunków
- Ungernia badghysi Botsch.
- Ungernia ferganica Vved. ex Artjush.
- Ungernia flava Boiss. & Hausskn.
- Ungernia oligostroma Popov & Vved.
- Ungernia sewerzowii (Regel) B.Fedtsch.
- Ungernia spiralis Proskor.
- Ungernia tadschicorum Vved. ex Artjush.
- Ungernia trisphaera Bunge
- Ungernia victoris Vved. ex Artjush.
- Ungernia vvedenskyi Khamidch.

## Zastosowanie
Ungernia victoris jest tradycyjną rośliną leczniczą w Uzbekistanie. Pieczone cebulki są używane do leczenia ran oraz do usuwania ropy z czyraków. Według Awicenny nasiona tej rośliny są najlepszym lekarstwem na biegunkę. Nasiona popijane wodą lub winem pomagają leczyć wrzody żołądka i poprawiają trawienie. Wino nasycone nasionami służy do leczenia kamieni nerkowych.
Z cebul tych roślin pozyskiwano klej.
Cebule po upieczeniu lub ugotowaniu są jadalne.